# Grouville-skatten
Grouville-skatten (engelsk: the Grouville Hoard) er et engelsk depotfund på omkring 70.000 mønter fra den sene jernalder og romerske mønter, der blev fundet i juni 2012. Den blev fundet med metaldetektor af amatørarkæologerne Reg Mead og Richard Miles på et ikke anført sted på en mark i Grouville Sogn på østsiden af kanaløen Jersey. Det er det største skattefund på Jersey og det første store arkæologiske fund, der er gjort med metaldetektor på øen.
Arkæologer mener, at skatten har tilhørt en Curiosolitae-stamme, der flygtede fra Julius Cæsars hære omkring år 50-60 f.Kr..
Fundet var en del af en ustilling på Jersey Museum fra 26. maj til 31. december 2014. Siden 2015 har den været udstillet på La Hougue Bie Museum.